# Sam Worthington
Samuel Henry John "Sam" Worthington (Godalming, 2 de agosto de 1976) é um ator australiano nascido na Inglaterra. Se tornou conhecido principalmente por seus papéis no cinema como Jake Sully no premiado Avatar, Marcus Wright em Terminator Salvation e como Perseu no remake de 2010 Clash of the Titans. Sam atuou em Terminator Salvation por indicação de James Cameron, havia atuado em seu filme, Avatar, como Jake Sully.

## Biografia

### Início da vida
Worthington nasceu na Inglaterra, e mudou-se para Perth, Austrália Ocidental, Austrália, durante sua infância. Cresceu em Warnbro, um subúrbio de Rockingham. Seu pai, Ronald, foi funcionário de uma usina, enquanto sua mãe, uma dona de casa, criou ele e sua irmã. Sam participou do John Curtin College of The Arts, abandonou a escola aos 17 anos e trabalhou em construção e em outras profissões, acabando por morar em Sydney. Tinha 19 anos e trabalhava como pedreiro quando fez o teste para o National Institute of Dramatic Art (NIDA) e foi aceito, com uma bolsa de estudos.

### Carreira
Após graduar-se no NIDA, em 1998, Worthington trabalhou em uma produção de David Hare chamada The Judas Kiss com a Companhia B, no Teatro São Belvoir.
Ele passou a atuar em vários filmes e séries de TV australianas, incluindo um papel em Bootmen (2000) e papéis principais em Dirty Deeds (2002), Gettin' Square (2003), Somersault (2004) e uma releitura moderna australiana de Macbeth (2006). Worthington foi nomeado em 2000 para Melhor Ator pelo Australian Film Institute (AFI) por seu trabalho em Bootmen e venceu em 2004 na mesma categoria por seu papel em Somersault. Worthington é bem conhecido na Austrália por seu papel como Howard na aclamada série de televisão australiana Love My Way.
A carreira cinematográfica internacional de Worthington começou com uma série de pequenos papéis em produções de Hollywood, como A Guerra de Hart (2002) e The Great Riad (2005), que foi filmado na Austrália. Ele foi um dos vários atores que foi considerado para assumir o papel de James Bond de Pierce Brosnan em 2006 para o filme Casino Royale.
Em 2007, James Cameron escolheu Worthington para um papel de liderança em seu thriller de ficção científica Avatar. Esse era um projeto enorme para Worthington, um ambicioso filme de efeitos especiais, que marcou o primeiro filme de Cameron em mais de uma década e exigiu que o ator de cinema trabalhasse em vários locais nos Estados Unidos, Austrália e Nova Zelândia. Foi por recomendação de Cameron que o ator foi escalado para Terminator Salvation, o quarto da popular série de ficção científica Exterminador do Futuro. E enquanto o filme em si não foi bem recebido pelos críticos, o desempenho de Worthington foi muito elogiado. Em 2009 o ator também incluiu papéis em dramas como Last Night e The Debt. Em 2010, Worthington interpretou Perseu no remake Clash of the Titans.

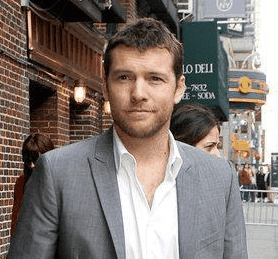
Worthington em 2010.

### Vida pessoal
Quando tinha cerca de 30 anos de idade, Worthington se olhou em um espelho e percebeu que não aprovava a sua vida. Em seguida, vendeu tudo que possuía por um total de cerca de US$ 2 000 e passou a viver em seu carro por um período de tempo. Analogamente, comparou suas ações a digitar Ctrl+Alt+Del em um computador. Em seguida, arrumou um lugar para morar após a sua audição bem sucedida para o projeto cinematográfico Avatar. Namorou Natalie Mark, uma estilista. Segundo fontes próximas ao ator, os dois separaram-se em Janeiro de 2011. É casado com a modelo australiana Lara Bingle desde 2014 com quem teve o filho Rocket Zot Worthington que atualmente está com 2 anos de idade.

## Filmografia
| Ano  | Título                   | Papel                                                 | Outras notas  |
| ---- | ------------------------ | ----------------------------------------------------- | ------------- |
| 2000 | JAG                      | Dunsmore - Boomerang: Part 1 (2000)                   | Série de TV   |
| 2000 | Water Rats               | Phillip Champion - Able to Leap Tall Buildings (2000) | Série de TV   |
| 2000 | Bootmen                  | Mitchell                                              |               |
| 2000 | Blue Heelers             | Shane Donovan - Bloodlines (2000)                     | Série de TV   |
| 2001 | Matter of Life           | Our Hero                                              |               |
| 2002 | A Guerra de Hart         | Cpl. B.J. 'Depot' Guidry                              |               |
| 2002 | Dirty Deeds              | Darcy                                                 |               |
| 2003 | Gettin' Square           | Barry Wirth                                           |               |
| 2004 | Thunderstruck            | Ronnie                                                |               |
| 2004 | Somersault               | Joe                                                   |               |
| 2004 | Blue Poles               | Miles                                                 |               |
| 2004 | Love My Way              | Howard Light (2004-2005)                              | Série de TV   |
| 2005 | The Great Riad           | PFC Lucas                                             |               |
| 2005 | Fink!                    | Able                                                  |               |
| 2005 | The Surgeon              | Dr. Sam Dash                                          | Série de TV   |
| 2006 | Macbeth                  | Macbeth                                               |               |
| 2006 | Two Twisted              | Gus Rogers - Delivery Man (2006)                      | Série de TV   |
| 2007 | Rogue                    | Neil                                                  |               |
| 2009 | Terminator Salvation     | Marcus Wright                                         |               |
| 2009 | Avatar                   | Jake Sully                                            |               |
| 2010 | Tell Me                  | Michael Reed                                          |               |
| 2010 | The Debt                 | Mossad Agent                                          |               |
| 2010 | Clash of the Titans      | Perseu                                                |               |
| 2012 | Man on a Ledge           | Nick Cassidy                                          |               |
| 2012 | Wrath of the Titans      | Perseu                                                |               |
| 2014 | Cake                     | Roy Collins                                           |               |
| 2015 | Evereste                 | Guy Cotter                                            |               |
| 2015 | Deadline Gallipoli       | Phillip Schuler                                       | Série de TV   |
| 2016 | Hacksaw Ridge            | Capitão Glover                                        |               |
| 2017 | Hunter's Prayer          | Lucas                                                 |               |
| 2017 | The Shack                | Mackenzie Allen Philips                               |               |
|      | Manhunt - Unabomber      | Jim Fitzgerald                                        | Série Netflix |
| 2019 | Fractured                | Ray Monroe                                            |               |
| 2022 | Avatar: The Way of Water | Jake Sully                                            |               |
| 2024 | Avatar: Fire and Ash     | Jake Sully                                            |               |
| 2025 | Avatar 4                 | Jake Sully                                            |               |
| 2027 | Avatar 5                 | Jake Sully                                            |               |